# Княжество Ройс-Грайц
Княжеството Ройс стара линия или Ройс-Грайц (на немски: Fürstentums Reuß älterer Linie, Reuß ä. L.; Fürstentum Reuß-Greiz) е малка държава от 1778 до 1918 г. в източната част на днешна Тюрингия, Германия, с главен град Грайц. Княжеството се упралява от род Ройс стара линия, главен клон на род Дом Ройс.

## История
Господството Ройс стара линия (Herrschaft Reuß älterer Linie) на 12 май 1778 г. става княжество с издигането на Хайнрих XI на имперски княз от Графството Грайц стара линия (Grafschaft Greiz ältere Linie).

Княжеството има площ от 316,7 км² (1905 г.) и 72 769 (1910 г.) жители. През 1918 г. става Република Ройс (Volksstaat Reuß), която през 1920 г. e включена в състава на Тюрингия.

- Княжество Ройс стара линия през 19 век
- Карта на Княжеството Ройс стара линия

## Князе
1. 1743 – 1800 Хайнрих XI (1722 – 1800)
2. 1800 – 1817 Хайнрих XIII (1747 – 1817)
3. 1817 – 1836 Хайнрих XIX (1790 – 1836)
4. 1836 – 1859 Хайнрих XX (1794 – 1859)
5. 1859 – 1867 надзорно: Каролина фон Хесен-Хомбург (1819 – 1872)
6. 1867 – 1902 Хайнрих XXII (1846 – 1902)
7. 1902 – 1918 Хайнрих XXIV (1878 – 1927), неспособен да управлява

Регентство от:
1902–1908 Хайнрих XIV мл.л. (1832 – 1913)
1908–1918 Хайнрих XXVII мл.л. наследствен принц, регент и (от 1913) княз мл.л. (1858 – 1928)
- княз Хайнрих XI (1722 – 1800)
- княз Хайнрих XIII (1747 – 1817)
- княз Хайнрих XXII (1846 – 1902); противник на Прусия
- принцеса Хермина Ройс стара линия, дъщеря на Хайнрих XXII, с втория ѝ съпруг, кайзер Вилхелм II в изгнание 1933

## Дворци в Княжество Ройс-Грайц
- Горен дворец в Грайц
- Долен дворец (Грайц)
- Лятен дворец в парк Грайц